# Květnice (hrad)
Květnice je zřícenina malého hradu ve stejnojmenné obci v okrese Praha-východ. Hrad stál na návrší jižně od Mlýnského rybníka v nadmořské výšce okolo 320 metrů. Zbytky hradu, jehož nejvýraznějším zbytkem je palác, byly opakovaně poškozeny mladší zástavbou. Od roku 1987 je hrad chráněn jako kulturní památka.

## Historie
Hrad zřejmě nechal postavit Pešín, příslušník jedné z pražských patricijských rodin, někdy v devadesátých letech 14. století. První písemná zmínka o hradu pochází až z roku 1425, kdy patřil Prokůpku Trčkovi z Kralovic a byl dobyt vojskem pražského svazu. Poté byl brzy obnoven a v průběhu 15. století vystřídal řadu majitelů. V roce 1510 byl připojen ke Škvorci a roku 1532 se uvádí jako pustý.
Od hradu odvozoval svůj původ vladycký šlechtický rod Maternů z Květnice.

## Stavební podoba
Květnice patří mezi opevněná sídla na nejasné hranici mezi hradem a tvrzí. Severovýchodní stranu hradu chránily dva částečně dochované příkopy a val, zatímco severozápadní strana je pozměněna navršením terasy. Kromě fragmentů obvodové hradby se dochoval zejména trojprostorový palác, jehož střední místnost v přízemí byla zaklenutá valenou klenbou. Východní místnost byla částečně zbořena majitelem pozemku v roce 1996.

## Přístup
Zbytky hradu se nacházejí na pozemcích rodinných domů.